# Romanówek (Lubrza)
Romanówek (niem. Hammer Vorwerk) – przysiółek wsi Lubrza w Polsce, położony w województwie lubuskim, w powiecie świebodzińskim, w gminie Lubrza.
W latach 1975–1998 przysiółek należał administracyjnie do województwa zielonogórskiego.

## Historia
W kwietniu 1941 roku na północ od miejscowości utworzono obóz pracy, RAB-Lager Liebenau I, w którym wykorzystywano żydowskich więźniów do budowy pobliskiej autostrady. W obozie przebywało w sumie 175 robotników przymusowych, którzy po zaniechaniu prac nad autostradą latem 1942 roku zostali przewiezieni do obozu pracy w Kostrzynie nad Odrą, gdzie pracowali w fabryce celulozy. Około 400 metrów na wschód od miejscowości znajduje się wysadzony, jednokondygnacyjny Panzerwerk 693, czyli element Międzyrzeckiego Rejonu Umocnionego.